# ВСК
ВСК — одна из системообразующих российских страховых компаний, с 2005 года входила в первые пять страховых компаний России (2008 год - 4-е место), в настоящее время входит в десятку лидеров по сборам страховых премий (7-е место)) занимает 3-е место по цитируемости в СМИ в 2023 году(9-е в 2018 году). Полное наименование — «Страховое акционерное общество «ВСК». Штаб-квартира компании расположена в Москве. Компания использует два товарных знака — «Страховой Дом ВСК» и «Всероссийская страховая компания».

## История
Компания основана 11 февраля 1992 года.
19 сентября 2011 года было объявлено о приобретении компанией «РЕСО-Гарантия» 25% акций «ВСК».
Однако сделка не была доведена до конца и в апреле 2012 года было объявлено о её расторжении. При этом 25%+1 акция оставались в залоге у «РЕСО-Гарантии» и были выкуплены основным владельцем компании — Сергеем Цикалюком — только к январю 2014 года с помощью кредита в 3,3 млрд.руб, предоставленного ему под залог акций «ВСК» «Сбербанком».

## Деятельность
ВСК является общероссийской универсальной страховой компанией и имеет лицензии на осуществление страховой деятельности по более ста видам страхования физических и юридических лиц, а также оказывает услуги перестрахования.
ВСК имеет разветвленную региональную сеть, включавшую в 2024 году 90 филиалов в субъектах РФ.
Развитая филиальная сеть компании позволила ей занять лидирующие позиции в моторных видах страхования - с 2010 года она стабильно входит в Топ-5 компаний по сборам страховых премий по каско и по ОСАГО.
Президент России трижды объявил благодарность коллективу компании в 2002, 2007 и 2017 годах
.
ВСК является членом всех крупных страховых союзов и ассоциаций — Всероссийский союз страховщиков, Российский союз автостраховщиков, Национальный союз страховщиков ответственности, Национальный союз агростраховщиков (НСА), Российская ассоциация авиационных и космических страховщиков.
Компания также входит во многие российские страховые пулы, в том числе — в Российский ядерный страховой пул и Российский антитеррористический страховой пул.

### Финансовые показатели
В 2023 году сборы ВСК составили 137,2 млрд руб. (7-е место в России, доля рынка - 5,2%), выплаты — 63,4 млрд руб. Чистая прибыль в 2018 году составила 8 млрд.руб.
Согласно отчету по МСФО, чистая прибыль компании за 2023 год составила 11,7 млрд рублей (в 2022 году — 5,2 млрд рублей). Активы ВСК в 2022 году — 166,9 млрд рублей, в 2023— 197,4 млрд рублей.

### Рейтинговые оценки
- Рейтинговое агентство АКРА в 2019 году присвоило САО «ВСК» рейтинговую оценку AA(RU) со стабильным прогнозом. Рейтинг ежегодно подтверждается, в 2024 году - AA(RU) с позитивным прогнозом[29].
- Рейтинговое агентство «Эксперт РА» в 2001 году присвоило ВСК рейтинговую оценку A++. Рейтинг ежегодно подтверждался, в 2017 году был заменён на ruAA и с тех пор подтверждается на этом уровне[30].

## Санкции
20 мая 2025 года, из-за российского вторжения на Украину, компания включена в санкционный список стран Евросоюза:

ВСК страхует российских логистических операторов, в том числе транспортные суда, для обеспечения экспорта российской нефти, которая является значимой частью дохода государственного бюджета РФ. Кроме того, ВСК является крупным подрядчиком Правительства РФ, оказывая ему поддержку страхованием российских военнослужащих и сотрудников силовых структур, а также крупных объектов стратегического назначения, таких как воздушные суда Министерства обороны РФ. Также ВСК предоставляет страховые услуги для российской государственной инфраструктурной компании в оккупированном Крыму, а также для российских логистических служб в оккупированной Россией Украине в координации с Министерством транспорта РФ.— «Официальный журнал Европейского союза», Брюссель, 20 мая 2025 года